# Mittenothamnium oxystegum
Mittenothamnium oxystegum là một loài Rêu trong họ Hypnaceae. Loài này được (Spruce ex Mitt.) Cardot mô tả khoa học đầu tiên năm 1913.